# Aechmea phanerophlebia
Aechmea phanerophlebia là một loài thực vật có hoa trong họ Bromeliaceae. Loài này được Baker mô tả khoa học đầu tiên năm 1889.

## Hình ảnh

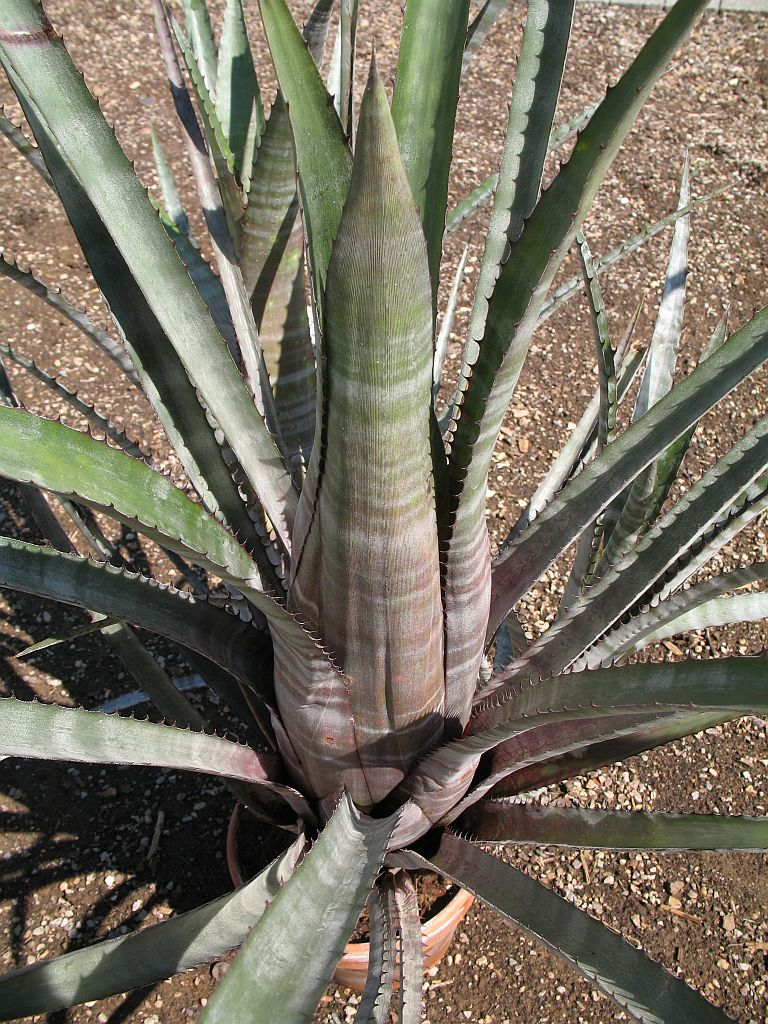
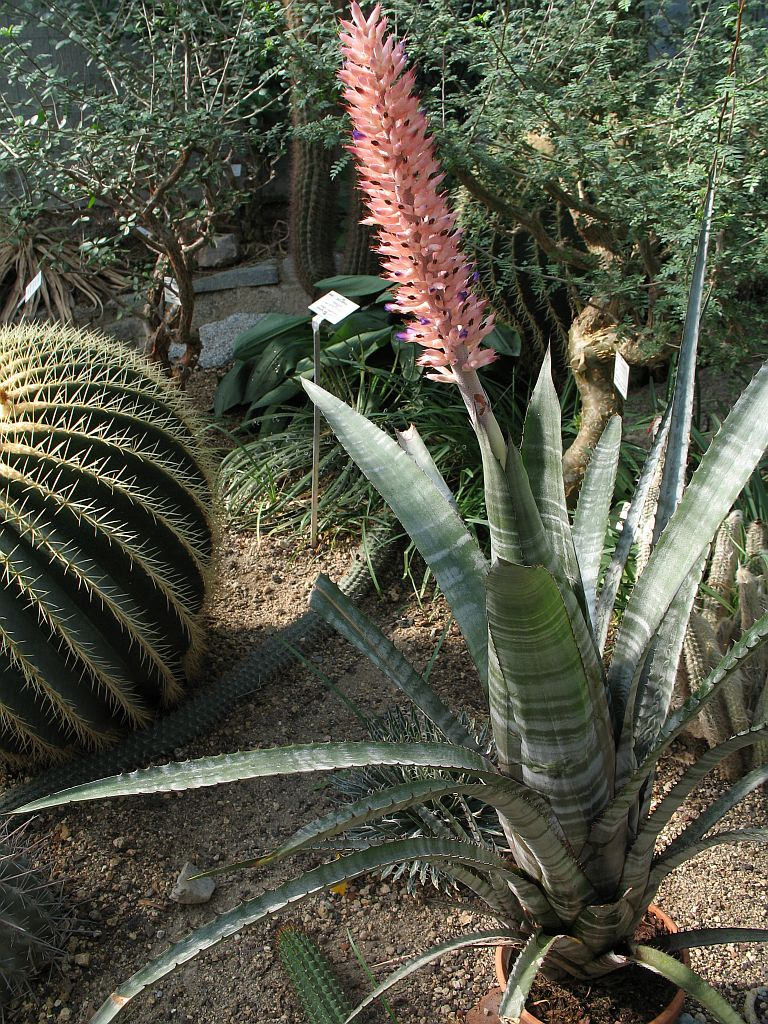
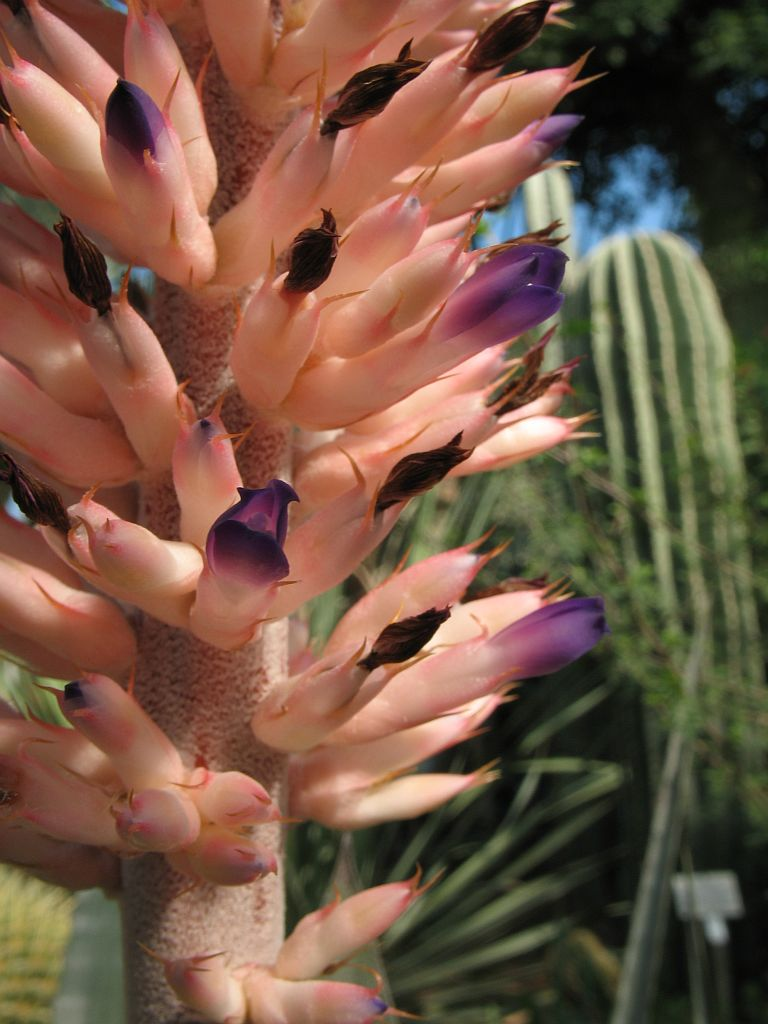
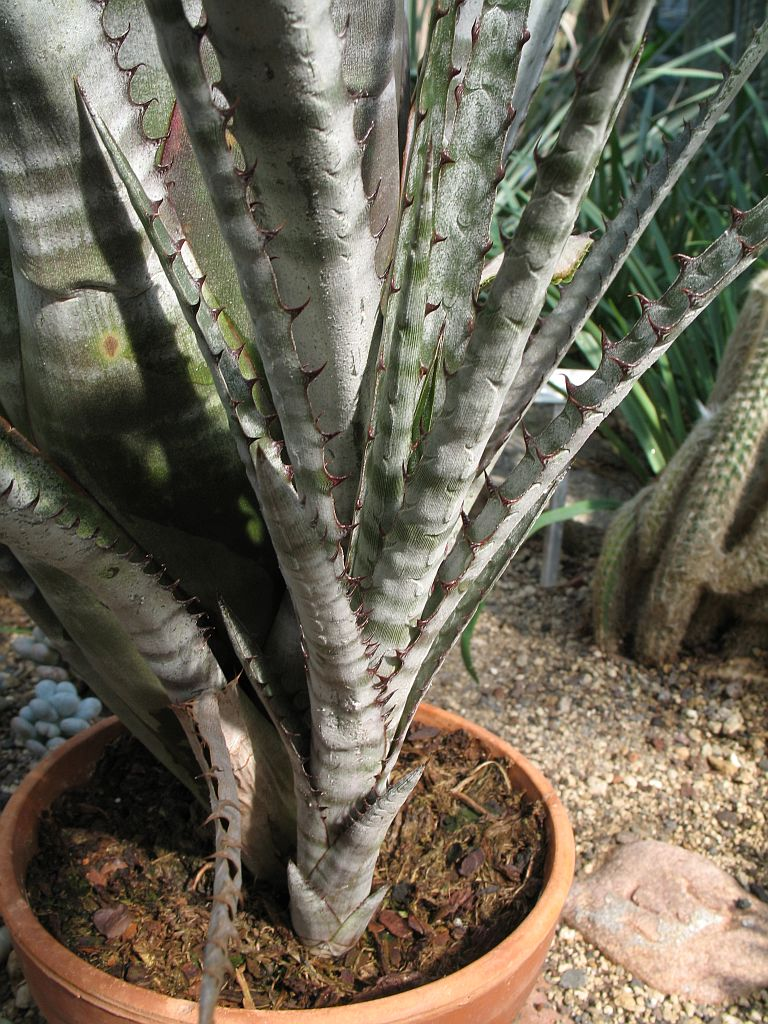